# Sestiere (Genua)

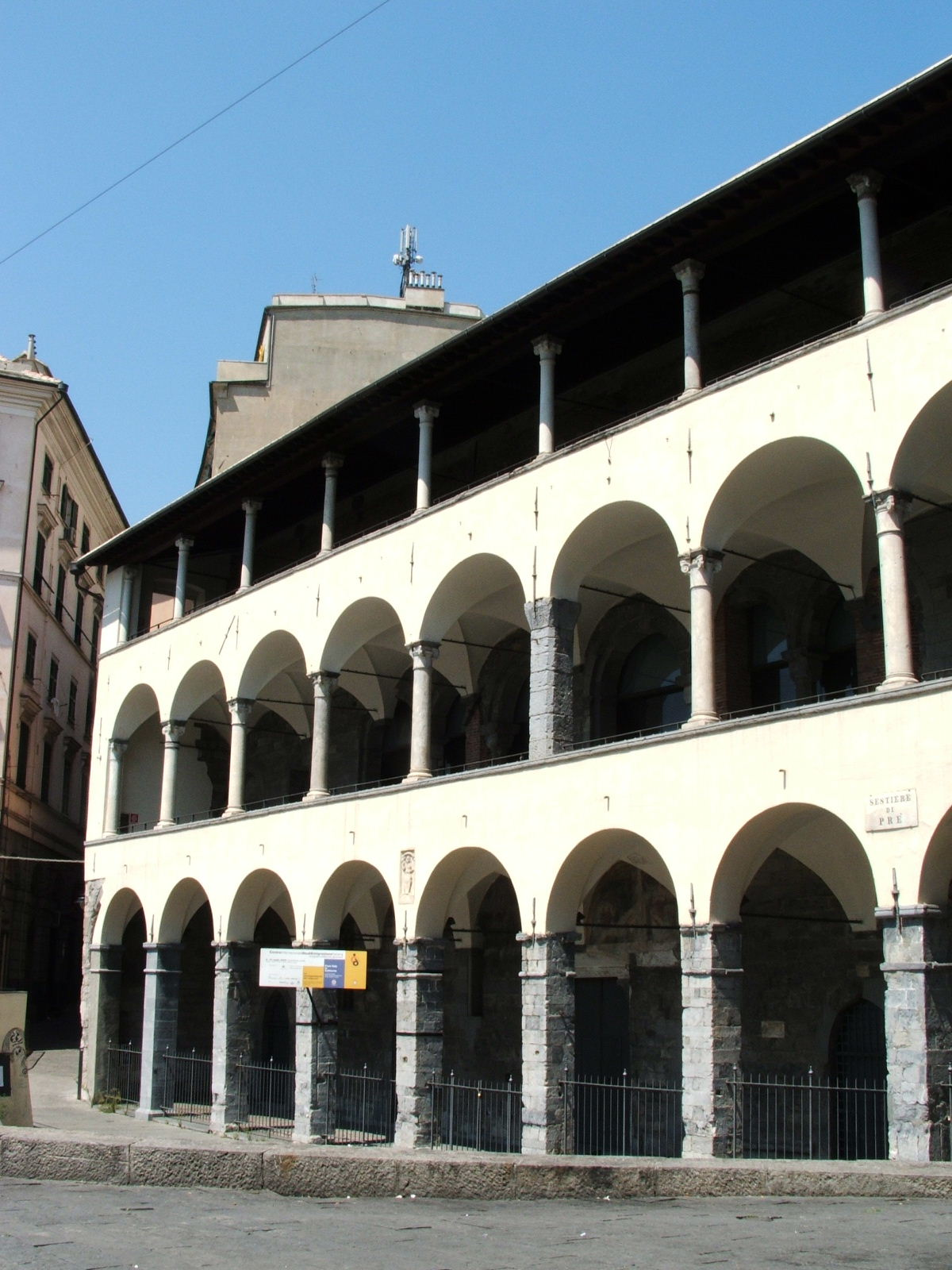
Die Commenda von San Giovanni im Sestiere Prè

Ein Sestiere (Plural: sestieri) ist ein Stadtteil des historischen Zentrums von Genua. Diese Sestieri waren Prè, Portoria, Molo, Maddalena, San Vincenzo und San Teodoro.
Sie stimmen nicht mit den heutigen Stadtteilen Genuas überein und liegen mit einer Ausnahme im heutigen Munizip Centro Est. Nur San Teodoro ist Teil des heutigen Munizips Centro Ovest.
| Nr. | Sestiere     | Fläche ha | Bevölkerung 1837 |
| --- | ------------ | --------- | ---------------- |
| 1   | Prè          | 49        | 21.000           |
| 2   | Portoria     | 83        | 31.000           |
| 3   | Molo         | 30        | 29.500           |
| 4   | Maddalena    | 23        | 13.230           |
| 5   | San Vincenzo | 253       | 12.300           |
| 5   | San Teodoro  | 458       | 7.050            |
|     | Genua (1837) | 896       | 114.080          |

## Karten der Sestieri

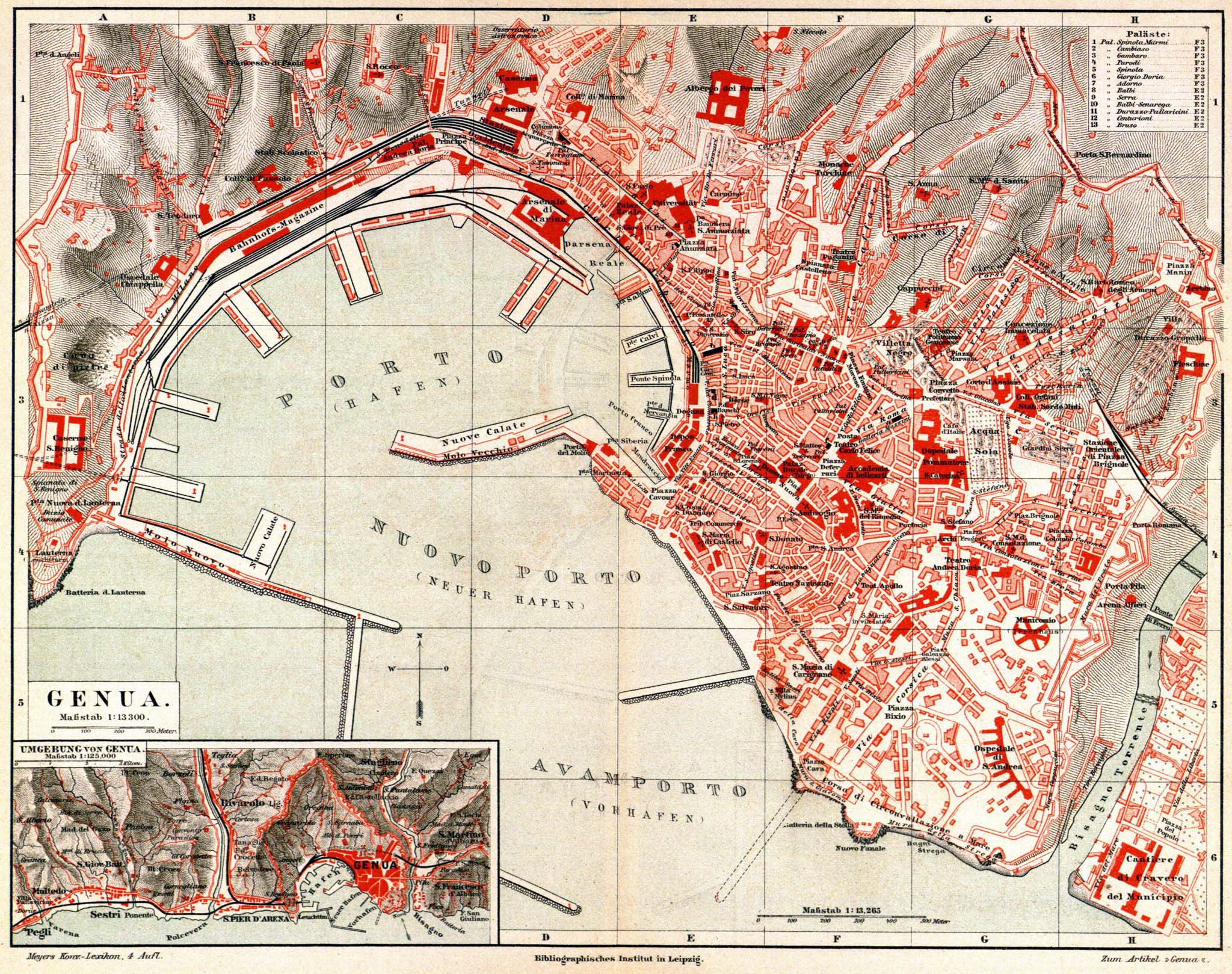
Historische Karte von Genua (1885)
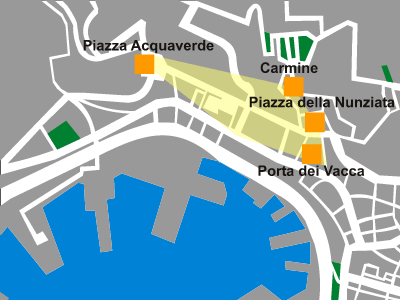
Prè
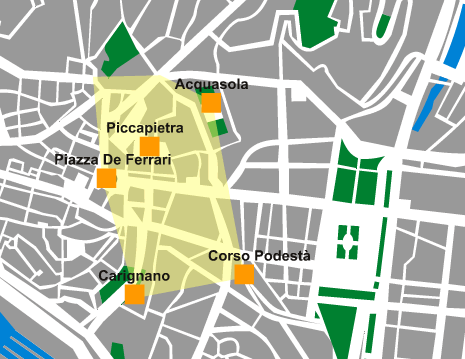
Portoria
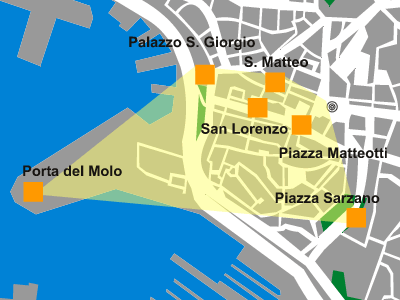
Molo
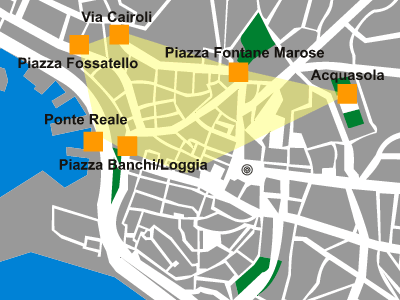
Maddalena